# Туманность Хобот Слона
Туманность Хобот Слона (IC 1396A) — это яркая часть эмиссионной туманности и молодого звёздного скопления IC 1396 в созвездии Цефея.
Объект удалён от Земли на расстояние 2,4 тыс. световых лет.
Туманность представляет собой глобулу — плотное скопление межзвёздного газа и пыли. На изображениях у туманности наблюдается яркий край. Это поверхность плотного облака, которая освещается и ионизируется очень яркой массивной звездой HD 206267, расположенной к востоку от IC 1396A. Вся область IC 1396 ионизируется этой массивной звездой за исключением плотных глобул, которые могут защитить себя от ультрафиолетового излучения звезды.
Туманность является активной областью звездообразования и содержит множество молодых звёзд и протозвёзд, возраст которых составляет от 100 тыс. до 1 млн лет. Они были обнаружены на инфракрасных изображениях в 2003 году. Звезды присутствуют в центре глобулы. Звёздный ветер этих молодых звёзд, вероятно, своим излучением выдул небольшую полость.
Совместное действие излучения от массивной ионизирующей звезды, сжимающей край облака, и звёздного ветра от молодых звёзд, перемещающих газ из центра наружу, приводят к очень сильному сжатию туманности, что в свою очередь приводит к повышению в ней скорости звездообразования.
Перед глобулой находится отражательная туманность vdB 142, которая скорее всего связана с ней физически.